# Зубарев, Валерий Фёдорович
Валерий Фёдорович Зубарев (1943—2012) — русский советский писатель, прозаик, публицист и поэт. Член Союза писателей СССР (с 1977 года). Секретарь Правления Союза писателей России с 1994 года. Руководитель Кемеровской областной писательской организации (1987—2003). Заслуженный работник культуры Российской Федерации (2002).

## Биография
Родился 30 августа 1943 года в селе Кайла Кемеровской области.
С 1959 по 1963 год обучался в Кемеровском горном техникуме. С 1966 по 1971 год  обучался на заочном отделении филологического факультета Новокузнецкого государственного педагогического института. С 1966 по 1967 год работал на предприятиях города Киселёвска на технических должностях. С 1967 года работал заведующим  промышленным отделом киселёвской городской газеты «В бой за уголь», с 1968 по 1987 год работал сотрудником кемеровских городских и областных печатных изданий, в том числе — собственным корреспондентом газеты «Кузбасс» и ответственным секретарём литературно-художественного журнала «Огни Кузбасса». С 1987 по 2003 год — руководитель Кемеровской областной писательской организации Союза писателей РСФСР — Союза писателей России.
Член Союза писателей СССР с 1977 года. С 1994 года — секретарь Правления Союза писателей России. В 1970 году первое поэтическое произведение Зубарева «Говорил со мною ветер», вызвали интерес не только в кемеровской областной прессе, но и в таких литературно-художественных изданиях как «Литературная газета» и «Сибирские огни». В 1973 году Зубарев был участником Всероссийского фестиваля молодой сибирской поэзии проходившего в городе Якутск. В 1974 году вышел второй сборник поэзии «Магнитное поле», вызвавший не меньший интерес чем его первый сборник. В 1975 году на Шестом Всесоюзном совещании молодых писателей проходившем в городе Москве, поэтическое творчество Валерия Зубарева получило высокую оценку таких известных писателей и поэтов как М. К. Луконин и Е. А. Евтушенко. В 1976 году на днях литературы проходившем на Кузбассе по инициативе известного поэта и прозаика Кайсына Кулиева, Валерий Зубарев  был выдвинут в члены Союза писателей СССР. В 1981 году из под пера поэта вышел сборник поэзии «Мыслящий огонь», который в последующем через Российскую публичную библиотеку имени М. Е. Салтыкова-Щедрина по просьбе Гарвардского университета и Американского конгресса была передана в их библиотечные фонды хранения. В 1988 году вышел третий поэтический сборник поэта «Час пик», в этом же году Валерий Зубарев выступал со своими поэтическими произведениями в Московском Колонном зале Дома Союзов. В последующем вышли такие произведения как «Час пик» (1988), «Другое «Я» (1998) и «Зеркало бога» (2006). Произведения писателя печатались в различных литературно-художественных газетах и журналах, таких как: «Литературная Россия», «Наш современник», «Москва», «Сибирские огни», «Сибирь», «Огни Кузбасса», «Комсомолец Кузбасса».
Скончался 8 декабря 2012 года в Кемерово на 70-м году жизни.

## Награды
- Заслуженный работник культуры Российской Федерации (2002 — «За заслуги  в  области  культуры  и  многолетнюю  плодотворную работу»)[9]